# Lista de filmes com temática LGBT de 1993
Esta é uma lista de filmes que contém personagens e/ou temática lésbica, gay, bissexual, ou transgênera lançados em 1993.
| Título                                                                                           | Diretor                                                                                   | País                                | Gênero                        | Elenco | Anotações |
| ------------------------------------------------------------------------------------------------ | ----------------------------------------------------------------------------------------- | ----------------------------------- | ----------------------------- | --- | --- |
| 103 Degrees                                                                                      | Kirk Marcolina                                                                            | EUA                                 | Curta                         | | Um ex-prostituto adolescente descreve como a AIDS mudou sua vida                                                                               |
| 27 Pieces of Me                                                                                  | Gerald Donahoe                                                                            | EUA                                 | Drama                         | Ezra Buzzington, Rebecca M. Davis, Tina Denning, Angelique von Halle                                                                                   | O colega de quarto de uma escultura lésbica tenta reconectá-la com a irmã                                                                      |
| Actos Impuros                                                                                    | Roberto Fiesco                                                                            | México                              | Curta, Terror, Suspense       | Oscar Trejo, Yoatzin Hernandez, Pablo Molina, Ricardo Fiallega, Judith Marvan-Enriquez, Salvador Hernández                                             | Um jovem trabalha em uma casa de banhos, onde ele mata várias pessoas                                                                          |
| Adeus, Minha Concubina                                                                           | Chen Kaige                                                                                | China, Hong Kong                    | Romance, Drama                | Leslie Cheung, Zhang Fengyi, Gong Li, Ge You, Lü Qi, Ying Da, Yidi, Zhi Yitong, Lei Han, Li Dan, Wu Dai-wai, Jiang Wenli                               | Baseado no romance homônimo de Pik Wah Lee |
| Akvaariorakkaus                                                                                  | Claes Olsson                                                                              | Finlândia                           | Drama, Erótico                | Tiina Lymi, Nicke Lignell, Minna Pirilä, Satu Silvo, Antti Virmavirta, Riitta-Liisa Helminen, Olli Tuominen                                            | Um homem tenta satisfazer sua namorada sexualmente, mas as fantasias lésbicas dela o impedem                                                   |
| AMG: The Fantasy Factory                                                                         | Bob Mizer                                                                                 | EUA                                 | Erótico                       | | [ 5 ] |
| And the Band Played On                                                                           | Roger Spottiswoode                                                                        | EUA                                 | Drama, Biográfico             | Matthew Modine, Alan Alda, Ian McKellen, Glenne Headly, Richard Masur, Saul Rubinek, Lily Tomlin                                                       | Retrata o começo da crise da AIDS nos Estados Unidos Baseado no livro de não-ficção homônimo de Randy Shilts                                   |
| Anthem                                                                                           | Marlon Riggs                                                                              | EUA                                 | Curta                         | Bernard Branner, Jesse Harris, Willi Ninja, Tim Riera, Marlon Riggs                                                                                    | Homens gay negros dançam, cantam, e recitam poesia                                                                                             |
| Archipel                                                                                         | Pierre Granier-Deferre                                                                    | França, Bélgica                     | Drama                         | Michel Piccoli, Melvil Poupaud, Claire Nebout, Ludmila Mikaël, Michel Aumont, Samuel West                                                              | Um adolescente tem uma lição sobre o amor ao ser convidado à uma mansão remota durante as férias                                               |
| Außerirdische                                                                                    | Florian Gärtner                                                                           | Alemanha                            | Drama                         | Florian Gärtner, Jasper Brandis, Peter A. Werner, Christiane Schlote, Matthias Matz                                                                    | Segue um jovem estudante gay em Berlim |
| O Banquete de Casamento                                                                          | Ang Lee                                                                                   | EUA,Taiwan                          | Romance, Comédia, Drama       | Winston Chao, Gua Ah-leh, Sihung Lung, May Chin, Mitchell Lichtenstein, Vanessa Yang, Dion Birney                                                      | |
| Belle                                                                                            | Irma Achten                                                                               | Países Baixos                       | Romance                       | Wivineke van Groningen, Nelleke Zitman, Rosa Herzberg, Ulf-Maria Kuehne, Reinout Bussemaker                                                            | Uma mulher tem que decidir entre controle e poder sobre si, e seu amor por outra                                                               |
| Bitter Harvest                                                                                   | Duane Clark                                                                               | EUA                                 | Suspense, Drama               | Stephen Baldwin, Patsy Kensit, Jennifer Rubin, Adam Baldwin, M. Emmet Walsh, James Crittenden                                                          | [ 10 ] |
| Blood In, Blood Out                                                                              | Taylor Hackford                                                                           | EUA                                 | Crime, Ação, Drama            | Damian Chapa, Jesse Borrego, Benjamin Bratt, Enrique Castillo, Victor Rivers, Delroy Lindo, Tom Towles                                                 | trad. Marcados Pelo Sangue |
| Blue                                                                                             | Derek Jarman                                                                              | Reino Unido                         | Drama                         | John Quentin, Nigel Terry, Derek Jarman, Tilda Swinton                                                                                                 | A segunda parte do filme mostra o dia-a-dia do diretor como um homem gay soropositivo vivendo na Londres dos anos 90                           |
| The Boy Next Door: A Profile of Boy George                                                       | Mark Kidel                                                                                | Reino Unido                         | Documentário                  | Boy George, Quentin Crisp, Philip Sallon | Um retrato do cantor britânico Boy George |
| Boys from Brazil                                                                                 | John-Paul Davidson                                                                        | Reino Unido                         | Documentário                  | Samira del Fuego, Gaspar, Luciana, Ruddy | Segue um grupo de prostitutos e prostitutas brasileiras que trabalham nas ruas do Rio, de Roma, Paris, e Milão                                 |
| Boys' Shorts: The New Queer Cinema                                                               | Mark Christopher, Stephen Cummins, Laurie Lynd, Michael Mayson, Chris Newby, Marlon Riggs | Reino Unido, Canadá, Austrália, EUA | Drama, Comédia                | | Compilado de seis curtas sobre aspectos gerais da vida gay                                                                                     |
| The Broadcast Tapes of Dr. Peter                                                                 | David Paperny                                                                             | Canadá                              | Documentário                  | Peter Jepson-Young | Um olhar íntimo sobre os últimos dois anos de vida de um médico soropositivo                                                                   |
| Bugie Rosse                                                                                      | Pierfrancesco Campanella                                                                  | Itália                              | Suspense                      | Tomas Arana, Gianfranco Jannuzzo, Gioia Scola, Alida Valli, Lorenzo Flaherty, Natasha Hovey                                                            | Um jornalista persegue um assassino cujos alvos são homens gays                                                                                |
| Buscando un Espacio: Los Homosexuales en Cuba                                                    | Kelly Anderson                                                                            | EUA, Cuba                           | Documentário                  | | Examina o tratamento de gays e lésbicas durante os primeiros anos da revolução cubana                                                          |
| Le Cahier volé                                                                                   | Christine Lipinska                                                                        | França, Itália, Suíça               | Romance, Drama                | Élodie Bouchez, Edwige Navarro, Benoît Magimel, Malcolm Conrath, Serge Avédikian, Marie Rivière                                                        | Três pessoas lutam pelo amor de uma mulher com um diário                                                                                       |
| Camp Christmas                                                                                   | Frances Dickenson                                                                         | Reino Unido                         | Documentário                  | Andy Bell, Melissa Etheridge, Pedro Almodóvar, Sandra Bernhard, Simon Callow, Julian Clary                                                             | Um especial de natal com personalidades LGBT                                                                                                   |
| Cap Tourmente                                                                                    | Michel Langlois                                                                           | Canadá                              | Drama                         | Roy Dupuis, Élise Guilbault, Gilbert Sicotte, Andrée Lachapelle                                                                                        | O retorno de um homem bissexual à pousada de sua família disfuncional coincide com a chegada de um estranho sedutor                            |
| Ching se (青蛇)                                                                                  | Tsui Hark                                                                                 | Hong Kong                           | Ação, Fantasia, Romance       | Joey Wong, Maggie Cheung, Vincent Zhao, Wu Hsing-Guo, Ma Jingwu, Tien Feng, Chan Dung-Mooi, Lau Kong                                                   | [ 22 ] |
| Cinema Fouad                                                                                     | Mohamed Soueid                                                                            | Líbano                              | Documentário                  | Khaled El Kurdi | Retrato de uma mulher trans síria vivendo em Beirute                                                                                           |
| Closing Numbers                                                                                  | Stephen Whittaker                                                                         | Reino Unido                         | Drama                         | Tim Woodward, Jane Asher, Frank Mills, Hazel Douglas, Jamie Glover, Kris Marshall, Judy Flynn                                                          | Uma mulher descobre que seu marido está tendo um caso com um homem                                                                             |
| Corazón Sangrante                                                                                | Ximena Cuevas                                                                             | México                              | Curta                         | | Leitura única da proposta estética de Astrid Hadad, através da canção Corazón Sangrante                                                        |
| Culpa                                                                                            | Jorge Molina                                                                              | Cuba                                | Curta, Comédia                | Luis Enrique Roldan, Idalmis Del Risco, Jorge Molina, Claudio MacDowell, Edesio Alejandro                                                              | trad. A Culpa de Molina |
| Dafydd                                                                                           | Ceri Sherlock                                                                             | Reino Unido                         | Curta                         | Richard Harrington, William 'Birdman' Thomas | Um prostituto do País de Gales trabalhando em Amsterdã conhece um estudante de música que é do mesmo lugar                                     |
| Dahil mahal kita: The Dolzura Cortez Story                                                       | Laurice Guillen                                                                           | Filipinas                           | Biográfico, Drama, Romance    | Vilma Santos, Christopher De Leon, Charito Solis, Jackie Aquino, Christine Bersola, Noni Buencamino                                                    | Sobre Dolzura Cortez, a primeira filipina vítima da AIDS a se abrir sobre sua vida                                                             |
| The Darker Side of Black                                                                         | Isaac Julien                                                                              | Reino Unido                         | Documentário                  | Shabba Ranks, Buju Banton | Explora a homofobia presente na cultura do rap e do reggae                                                                                     |
| The Dead Boys' Club                                                                              | Mark Christopher                                                                          | EUA                                 | Curta                         | Nat DeWolf, Erik Van Der Wilden, Matt Decker, Ari Benjamin                                                                                             | Ao calçar os sapatos do namorado falecido de seu primo, um jovem gay é transportado o mundo pré-AIDS de 1970                                   |
| Deaf Heaven                                                                                      | Steve Levitt                                                                              | EUA                                 | Curta                         | | Um homem que está perdendo seu namorado para a AIDS conhece um sobrevivente do holocausto que o ensina uma lição                               |
| Dear Rock                                                                                        | Jack Walsh                                                                                | EUA                                 | Curta                         | Eric Newton | Uma vídeo-carta ao ator Rock Hudson |
| Derek Jarman Conversazioni                                                                       | Roberto Nanni                                                                             | Itália                              | Curta                         | Derek Jarman | Um entrevista com Jarman, filmado pouca antes de sua morte                                                                                     |
| Desperate Remedies                                                                               | Stewart Main, Peter Wells                                                                 | Nova Zelândia                       | Drama                         | Jennifer Ward-Lealand, Kevin Smith, Lisa Chappell, Cliff Curtis, Michael Hurst, Kiri Mills, Bridget Armstrong                                          | trad. Amantes Alucinados Um triângulo amoroso na Nova Zelândia do século 19                                                                    |
| Dinner with Malibu                                                                               | Jon Carnoy                                                                                | EUA                                 | Curta, Comédia                | Brad Merenstein, Jim Siatkowski, Marti Wilkerson, Blair Zoe Tuckerman                                                                                  | [ 35 ] |
| Dis Papa, raconte-moi là-bas                                                                     | Guy Gilles                                                                                | França                              | Drama                         | Richard Berry, Charles Chemin, Karl Heyse, Alain Gual, Jean Marais, Marthe Villalonga                                                                  | Um pai conta a história de sua vida ao seu filho de 8 anos                                                                                     |
| Dönersen Islık Çal                                                                               | Orhan Oğuz                                                                                | Turquia                             | Drama                         | Derya Alabora, Mevlüt Demiryay, Fikret Kuskan, Menderes Samancilar                                                                                     | trad. Assobie Se Voçê Voltar Uma travesti e um anão são obrigados a viver a noite, excluidos da sociedade, e acabam formando uma forte amizade |
| Dottie Gets Spanked                                                                              | Todd Haynes                                                                               | EUA                                 | Curta                         | J. Evan Bonifant, Barbara Garrick, Julie Halston, Robert Pall                                                                                          | Um garoto idolatra a atriz principal de seu programa favorito, o que perturba seu pai                                                          |
| Even Cowgirls Get the Blues                                                                      | Gus Van Sant                                                                              | EUA                                 | Romance, Comédia, Drama       | Tom Robbins (narrador), Uma Thurman, Treva Jeffryes, Lorraine Bracco, Angie Dickinson, Pat Morita, Keanu Reeves                                        | trad. Até As Vaqueiras Ficam Tristes Baseado no romance homônimo de Robbins                                                                    |
| Faeriefilm                                                                                       | Eugene Salandra                                                                           | EUA                                 | Curta, Animação, Documentário | | Sobre os Radical Faeries, uma rede mundial que procura redefinir a consciência queer através da espiritualidade                                |
| Feed Them to the Cannibals!                                                                      | Fiona Cunningham-Reid                                                                     | Austrália                           | Documentário                  | Suzanne Bertish, Fred Nile, Leo Schofield, Dawn O'Donnell, Kimberley O'Sullivan, Lance Gowland, David McDiarmid                                        | Sobre a história do Mardi Gras Gay e Lésbico de Sidney                                                                                         |
| Feng chen san xia                                                                                | Peter Chan, Lee Chi-Ngai                                                                  | Hong Kong                           | Comédia                       | Tony Leung Ka-Fai, Tony Leung Chiu-Wai, Lawrence Cheng, Michael Chow Man-Kin, Ann Bridgewater, Anita Yuen                                              | [ 42 ] |
| Filadélfia                                                                                       | Jonathan Demme                                                                            | EUA                                 | Drama                         | Tom Hanks, Denzel Washington, Jason Robards, Mary Steenburgen, Antonio Banderas, Joanne Woodward                                                       | |
| Frank's Cock                                                                                     | Mike Hoolboom                                                                             | Canadá                              | Curta                         | Callum Keith Rennie | O narrador conta como se apaixonou por um homem mais velho chamado Frank                                                                       |
| Gadael Lenin                                                                                     | Endaf Emlyn                                                                               | Reino Unido                         | Comédia                       | Sharon Morgan, Wyn Bowen Harries, Ifan Huw Dafydd, Steffan Trefor, Catrin Mai, Ivan Shvedoff                                                           | Falado na língua galesa, conta a história de um grupo de professores e alunos do ensino médio viajando para a Rússia                           |
| The Gay Rock & Roll Years                                                                        | Clare Beavan                                                                              | Reino Unido                         | Documentário                  | | Um pouco da história gay do Reino Unido de 1955 até 1991, intercalada com os hits musicais da época                                            |
| Gece, Melek ve Bizim Çocuklar                                                                    | Atıf Yılmaz                                                                               | Turquia                             | Drama                         | Derya Arbas, Deniz Türkali, Uzay Hepari, Deniz Atamtürk, Kaan Girgin, Mehmet Teoman, Candan Erçetin                                                    | trad. A Noite, Anjo e Nossos Filhos Mostra a vida de pessoas transgêneras, prostitutas, e outros marginalizados pela sociedade                 |
| Girlfriends                                                                                      | Mark Steven Bosko, Wayne A. Harold                                                        | EUA                                 | Comédia, Crime                | Nina Angeloff, Lori Scarlett, Marc Andreyko, J.R. Bookwalter                                                                                           | Um casal lésbico consegue dinheiro indo atrás de caras ricos, mas querem sair da vida de crime                                                 |
| Goat Boy and the Potatochip Ritual                                                               | Tim McCarthy                                                                              | EUA                                 | Curta, Documentário           | | Mostra cerimônias no Wolf Creek Radical Faerie Sanctuary                                                                                       |
| Great Moments in Aviation                                                                        | Beeban Kidron                                                                             | Reino Unido                         | Romance, Drama                | Rakie Ayola, Jonathan Pryce, John Hurt, Vanessa Redgrave, Dorothy Tutin                                                                                | Também conhecido como Shades of Fear Contém uma subtrama lésbica                                                                               |
| Greetings from Out Here                                                                          | Ellen Spiro                                                                               | EUA                                 | Documentário                  | | Mostra as pessoas, locais, e políticas da comunidade LGBT do extremo sul americano                                                             |
| Grief                                                                                            | Richard Glatzer                                                                           | EUA                                 | Comédia                       | Craig Chester, Kent Fuher, Illeana Douglas, Alexis Arquette, Carlton Wilborn, Lucy Gutteridge, Robin Swid                                              | trad. Luto |
| Growing Up Gay & Lesbian: Question & Answers                                                     | Brian McNaught                                                                            | EUA                                 | Documentário                  | | Vídeo educativo sobre os problemas que adolescente gays e lésbicas encontram                                                                   |
| Gymnastikos: Power and Grace                                                                     | Layne Derrick                                                                             | EUA                                 | Documentário                  | Beni, Csaba, Sanyi, Supi, Szilas | Ginastas nus |
| Hatachi No Binetsu (二十才の微熱)                                                                | Ryōsuke Hashiguchi                                                                        | Japão                               | Romance, Drama                | Yoshihiko Hakamada, Reiko Kataoka, Masashi Endô, Sumiyo Yamada, Kôji Satô, Bunmei Harada, Kôta Kusano                                                  | Conta a história de dois prostitutos de personalidade diferentes                                                                               |
| Heshbon Telephon                                                                                 | Oded Davidoff, Ohav Flantz                                                                | Israel                              | Curta                         | Alon Amiran, Iris Borer, Ohav Flantz, Shiri Golan, Arik Hayfut                                                                                         | Um grupo de amigos excêntricos debatem por telefone sobre como celebrar o aniversário de seu amigo suicida                                     |
| Homo Promo                                                                                       | Jenni Olson                                                                               | EUA                                 | Documentário                  | | Um compilado de trailers de 27 filmes lançados entre 1956 e 1977 de temática LGBT                                                              |
| Homoteens                                                                                        | Joan Jubela                                                                               | EUA                                 | Documentário                  | | Cinco adolescentes contam as histórias por trás de sua 'saída do armário'                                                                      |
| Ifé                                                                                              | H. Len Keller                                                                             | França                              | Curta                         | H. Len Keller | Segue uma mulher lésbica negra que se muda de Paris para São Francisco                                                                         |
| I Killed My Lesbian Wife, Hung Her on a Meat Hook, and Now I Have a Three-Picture Deal at Disney | Ben Affleck                                                                               | EUA                                 | Curta                         | Jay Lacopo, Karla Montana | [ 58 ] |
| Indecent Behavior                                                                                | Lawrence Lanoff                                                                           | EUA                                 | Suspense, Erótico             | Shannon Tweed, Gary Hudson, Jan-Michael Vincent, Michelle Moffett, Lawrence Hilton-Jacobs, Brandy Ledford                                              | trad. Armadilha Fatal Uma terapeuta sexual é acusada de assassinato                                                                            |
| Joe-Joe                                                                                          | Cecilia Dougherty, Leslie Singer                                                          | EUA                                 | Comédia                       | Cecilia Dougherty, Leslie Singer | Duas mulheres lésbicas se revezam no papel de um dramaturgo gay                                                                                |
| Joey Breaker                                                                                     | Steven Starr                                                                              | EUA                                 | Comédia                       | Richard Edson, Cedella Marley, Fred Fondren, Erik King, Gina Gershon, Philip Seymour Hoffman, Mary Joy                                                 | Um agente de talentos intolerante começa a repensar seus preconceitos ao se apaixonar                                                          |
| Kanada                                                                                           | Mike Hoolboom                                                                             | Canadá                              | Comédia, Drama                | Sky Gilbert, Babs Chula, Gabrielle Rose, Andrew Scorer                                                                                                 | [ 62 ] |
| Kika                                                                                             | Pedro Almodóvar                                                                           | Espanha, França                     | Comédia, Drama                | Verónica Forqué, Peter Coyote, Victoria Abril, Àlex Casanovas, Rossy de Palma, Santiago Lajusticia                                                     | |
| The Kiss on the Cliff                                                                            | Reid Waterer                                                                              | EUA                                 | Curta                         | Tom Tarantini, Stephen Wolfe Smith, Liberty Bradford, John McCormack, Genet Bosque                                                                     | Segue o relacionamento entre dois garotos adolescentes                                                                                         |
| El laberinto griego                                                                              | Rafael Alcázar                                                                            | Espanha                             | Suspense                      | Penélope Cruz, Eusebio Poncela, Fernando Guillén Cuervo, Aitana Sánchez-Gijón                                                                          | Dois franceses, um homem e uma mulher, vão à Barcelona para encontrar o ex-amante grego dela                                                   |
| Lady                                                                                             | Ira Sachs                                                                                 | EUA                                 | Curta                         | Dominique Dibbell | Uma lésbica faz o papel de um homem gay fazendo o papel de uma mulher hétero                                                                   |
| Lake Consequence                                                                                 | Rafael Eisenman                                                                           | EUA                                 | Drama, Erótico                | Billy Zane, Joan Severance, Hollie L. Hummel, Whip Hubley, Courtland Mead, Allan Graf, Andria Litto, Christi Allen                                     | trad. Mais Forte Que o Desejo |
| Last Call at Maud's                                                                              | Paris Poirier                                                                             | EUA                                 | Documentário                  | Rikki Streicher, Gwenn Craig, Jo Daly, Sally Gearhart, Judy Grahn, Joann Shirley, Del Martin, Phyllis Lyon                                             | trad. Última Rodada no Maud's Filma a última noite do Maud's, o bar lésbico mais antigo dos EUA que fechou em 1989                             |
| Lesbian Avengers Eat Fire Too                                                                    | Su Friedrich, Janet Baus                                                                  | EUA                                 | Documentário                  | | Sobre o primeiro ano de atividade das Lesbian Avengers, grupo que luta pelos direitos e a visibilidade lésbica                                 |
| Libera                                                                                           | Pappi Corsicato                                                                           | Itália                              | Comédia                       | Iaia Forte, Cristina Donadio, Ciro Piscopo, Enzo Moscato, Antonino Bruschetta, Cinzia Mirabella, Vincenzo Peluso                                       | Segue as histórias convolutas de três mulheres diferentes                                                                                      |
| Lip Gloss                                                                                        | Lois Siegel                                                                               | Canadá                              | Documentário                  | Armand Monroe | Um olhar dentro do mundo drag de Montreal filmado ao longo de 8 anos                                                                           |
| Long Time Comin’                                                                                 | Dionne Brand                                                                              | Canadá                              | Documentário                  | Grace Channer, Faith Nolan, Joni Mitchell | Sobre duas artistas lésbicas afro-canadenses                                                                                                   |
| Love and Human Remains                                                                           | Denys Arcand                                                                              | Canadá                              | Drama                         | Thomas Gibson, Ruth Marshall, Cameron Bancroft, Mia Kirshner, Joanne Vannicola, Matthew Ferguson                                                       | Um homem gay e sua colega de quarto hetero tentam achar amor em Edmonton com um serial killer à solta na cidade                                |
| Ludwig 1881                                                                                      | Donatello Dubini, Fosco Dubini                                                            | Alemanha                            | Biográfico, Drama             | Helmut Berger, Max Tidof, Michael Schiller | O rei Luís II leva seu amante para um lago na Suíça para recriar as cenas de sua história favorita                                             |
| Marcides                                                                                         | Yousry Nasrallah                                                                          | Egito                               | Drama                         | Zaki Fateen Abdel Wahab, Taheya Cariocca, Seif El Dine                                                                                                 | Um comunista vai atrás de seu meio-irmão que herdará a fortuna do pai, para evitar que sua madrasta o mate                                     |
| M. Butterfly                                                                                     | David Cronenberg                                                                          | EUA                                 | Drama, Romance                | Jeremy Irons, John Lone, Barbara Sukowa | Baseado na peça homônima de David Henry Hwang, que por sua vez é baseada na história real de Bernard Boursicot e Shi Pei Pu                    |
| Milk and Glass                                                                                   | Sarah Pucill                                                                              | Reino Unido                         | Curta                         | Sarah Pucill | [ 74 ] |
| My Forgotten Man                                                                                 | Frank Howson                                                                              | Austrália, EUA                      | Biográfico                    | Guy Pearce, Steven Berkoff, Claudia Karvan, John Savage, Wendy Matthews, William Gluth                                                                 | Sobre o ator Errol Flynn |
| Naked in New York                                                                                | Daniel Algrant                                                                            | EUA                                 | Comédia, Romance              | Eric Stoltz, Mary-Louise Parker, Ralph Macchio, Jill Clayburgh, Tony Curtis, Timothy Dalton, Lynne Thigpen                                             | |
| Naomi                                                                                            | Toshiki Sato                                                                              | Japão                               | Romance                       | Yumika Hayashi, Yumi Yoshiyuki, Hinako Akiyama, Kazuhiro Sano, Mineo Sugiura, Kyoko Irohani                                                            | [ 76 ] |
| Night Terrors                                                                                    | Tobe Hooper                                                                               | EUA                                 | Terror                        | Robert Englund, Zoe Trilling, Chandra West, Alona Kimhi, Juliano Mer-Khamis, William Finley, Irit Sheleg                                               | |
| Non, je ne regrette rien                                                                         | Marlon Riggs                                                                              | EUA                                 | Curta                         | | Cinco homens soropositivos falam sobre suas batalhas com a doença                                                                              |
| Der olympische Sommer                                                                            | Gordian Maugg                                                                             | Alemanha                            | Drama                         | Jost Gerstein, Verena Plangger, Otto Ruck, Daniela Kirsch, Susanne Binninger, Helga Kröger, Joachim John                                               | Um jovem inocente deixa seu vilarejo para ver as Olimpíadas de Berlim de 1936                                                                  |
| One Nation Under God                                                                             | Teodoro Maniaci Francine Rzeznik                                                          | EUA                                 | Documentário                  | | trad. Uma Nação Sob Deus Sobre gays e lésbicas que tentam se tornar "ex-gays"                                                                  |
| Paris, France                                                                                    | Jerry Ciccoritti                                                                          | Canadá                              | Comédia, Drama, Erótico       | Leslie Hope, Peter Outerbridge, Victor Ertmanis, Dan Lett, Raoul Trujillo, Patricia Ciccoritti                                                         | [ 80 ] |
| The Pelican Brief                                                                                | Alan J. Pakula                                                                            | EUA                                 | Suspense                      | Julia Roberts, Denzel Washington, Sam Shepard, John Heard, Tony Goldwyn, James Sikking, William Atherton, Robert Culp                                  | |
| P(l)ain Truth                                                                                    | Ilppo Pohjola                                                                             | Finlândia                           | Curta, Drama                  | Sergei Anissomov-Pihl, Leea Klemola, Pia Lehmuskallio                                                                                                  | Segue a transição de gênero de uma mulher |
| Pool Days                                                                                        | Brian Sloan                                                                               | EUA                                 | Curta                         | Josh Phillip Weinstein, Nick Kokotakis, Kimberly Flynn, Richard Salamanca, Richard Foster                                                              | Um jovem começa a trabalhar em uma academia e atrai a atenção de dois colegas                                                                  |
| Pora na czarownice                                                                               | Piotr Lazarkiewicz                                                                        | Polônia                             | Drama                         | Robert Janowski, Katarzyna Bargielowska, Henryk Bista, Maria Ciunelis, Mariusz Czajka, Jolanta Fraszynska                                              | [ 83 ] |
| Prinz in Hölleland                                                                               | Michael Stock                                                                             | Alemanha                            | Drama                         | Wolfram Haack, Stefan Laarmann, Michael Stock, Andreas Stadler, Nils-Leevke Schmidt, Simone Spengler                                                   | O relacionamento entre um ativista político e um viciado em heroína começa a se desintegrar logo depois da unificação das duas Alemanhas       |
| Promessi Sposi                                                                                   | Antonietta De Lillo                                                                       | Itália                              | Curta                         | | Segue um casal de noivos, um deles é um homem trans                                                                                            |
| Queer Son                                                                                        | Vickie Seitchik                                                                           | EUA                                 | Documentário                  | | Sobre famílias LGBT |
| Rules of the Road                                                                                | Su Friedrich                                                                              | EUA                                 | Curta                         | Su Friedrich | A história de um relacionamento contada através do carro do casal                                                                              |
| The Secret Life: Jeffrey Dahmer                                                                  | David R. Bowen                                                                            | EUA                                 | Terror, Drama, Biográfico     | Carl Crew, Cassidy Phillips, Donna Stewart Bowen, Jeanne Bascom, G-Jo Reed, David Angelis, Rowdy Jackson                                               | |
| Seis Graus de Separação                                                                          | Fred Schepisi                                                                             | EUA                                 | Drama, Mistério               | Stockard Channing, Will Smith, Donald Sutherland, Ian McKellen, Mary Beth Hurt, Heather Graham, Bruce Davison                                          | Roteirizado por John Guare, baseado em sua peça homônima                                                                                       |
| Le Sexe des étoiles                                                                              | Paule Baillargeon                                                                         | Canadá                              | Drama                         | Marianne Coquelicot Mercier, Denis Mercier, Tobie Pelletier, Sylvie Drapeau, Luc Picard, Gilles Renaud                                                 | Baseado no romance homônimo de Monique Prolux                                                                                                  |
| Sex Is...                                                                                        | Marc Huestis                                                                              | EUA                                 | Documentário                  | | Entrevista 15 homens gay vivendo em São Francisco                                                                                              |
| S.I.D.A: Síndrome De Muerte                                                                      | Paco del Toro                                                                             | México                              | Drama                         | Alonso Echánove, Leticia Perdigón, Norma Herrera, Omar Fierro, Diana Ferreti, Xavier Jiménez, Edmundo Arizpe                                           | Um mulherengo contrai a AIDS e conhece um homem gay evangélico no hospital                                                                     |
| Silverlake Life: The View from Here                                                              | Peter Friedman, Tom Joslin                                                                | EUA                                 | Documentário                  | Tom Joslin, Mark Massi | Mostra os últimos meses de um relacionamento entre dois homens soropositivos                                                                   |
| Sleepy Haven                                                                                     | Matthias Müller, Dirk Schaefer                                                            | Alemanha                            | Curta, Experimental           | Armin Christen, Dupek, Mike Hoolboom, Matthias Muller, Dean Pasch, Dirk Schoenbohm                                                                     | Materialização de sonhos eróticos |
| Smoke                                                                                            | Mark D’Auria                                                                              | EUA                                 | Drama                         | Mark D'Auria, Nick Discenza, Tom Dorsey | [ 93 ] |
| Smukke Dreng                                                                                     | Carsten Sønder                                                                            | Dinamarca                           | Drama                         | Christian Tafdrup, Benedicte W. Madsen, Rami Nathan Sverdlin, Sune Otterstrøm, Jakob Vikkelsøe, Daniel Barfod                                          | [ 94 ] |
| Split - William to Chrysis; Portrait of a Drag Queen                                             | Ellen Fisher Turk, Andrew Weeks                                                           | EUA                                 | Documentário                  | Brian Belovitch, Jimmy Camica, International Chrysis, Amy Coleman, Michael Degenhardt, Gerald Duval                                                    | Sobre uma das drag queens mais famosas de Nova Iorque, International Chrysis                                                                   |
| Suddenly, Last Summer                                                                            | Richard Eyre                                                                              | Reino Unido                         | Drama                         | Maggie Smith, Natasha Richardson, Rob Lowe, Richard E. Grant, Moira Redmond                                                                            | Baseado na peça homônima de Tennessee Williams                                                                                                 |
| The Temp                                                                                         | Tom Holland                                                                               | EUA                                 | Mistério, Drama, Suspense     | Timothy Hutton, Lara Flynn Boyle, Dwight Schultz, Oliver Platt, Steven Weber, Colleen Flynn, Faye Dunaway                                              | [ 97 ] |
| This Boy’s Life                                                                                  | Michael Caton-Jones                                                                       | EUA                                 | Drama, Biográfico             | Leonardo DiCaprio, Robert De Niro, Ellen Barkin, Chris Cooper, Jonah Blechman, Eliza Dushku, Carla Gugino                                              | |
| Three of Hearts                                                                                  | Yurek Bogayevicz                                                                          | EUA                                 | Romance, Comédia              | William Baldwin, Kelly Lynch, Sherilyn Fenn, Joe Pantoliano, Cec Verrell, Claire Callaway, Marek Johnson                                               | trad. As Amantes Um trângulo amoroso entre um gigolô, sua melhor amiga lésbica, e a ex-namorada bissexual dela                                 |
| To My Women Friends                                                                              | Natasha Sharandak                                                                         | Alemanha, Rússia                    | Documentário                  | | Entrevistas com seis mulheres lésbicas russas                                                                                                  |
| Totally Fucked Up                                                                                | Gregg Araki                                                                               | EUA                                 | Drama                         | James Duval, Roko Belic, Susan Behshid, Jenee Gill, Gilbert Luna, Lance May, Alan Boyce, Craig Gilmore                                                 | Segue as vidas disfuncionais de seis adolescentes gays                                                                                         |
| Turnabout: The Story of the Yale Puppeteers                                                      | Dan Bessie                                                                                | EUA                                 | Documentário                  | Harry Burnett, Forman Brown, Elsa Lanchester, Lotte Goslar, Odetta, Dorothy Neumann                                                                    | Sobre um grupo de marionetistas da Universidade de Yale                                                                                        |
| Un uomo fioriva: Pier Paolo Pasolini                                                             | Enzo Lavagnini                                                                            | Itália                              | Documentário                  | Andrea David Quinzi, Anna Macci | Mostra os primeiros anos do diretor Pier Paolo Pasolini em Roma                                                                                |
| Verzaubert                                                                                       |                                                                                           | Alemanha                            | Documentário                  | Jörg Fockele, Jens Golombek, Dirk Hauska, Sylke Jehna, Claudia Kaltenbach, Ulrich Prehn, Johanna Reutter, Katrin Schmersahl, Dorothee Van Diepenbroick | trad. Encantado As histórias de 12 gays e lésbicas sobreviventes do Holocausto e do facismo alemão                                             |
| Victor                                                                                           | François Ozon                                                                             | França                              | Curta                         | Francois Genty, Isabelle Journeau, Jean-Jacques Forbin, Laurent Labasse, Martine Erhel, Daniel Martinez                                                | [ 104 ] |
| When the Party's Over                                                                            | Matthew Irmas                                                                             | EUA                                 | Comédia, Drama                | Rae Dawn Chong, Sandra Bullock, Kris Kamm, Elizabeth Berridge, Brian McNamara, Paul Johansson                                                          | trad. Quando a Festa Acabar Segue os respectivos relacionamentos de três mulheres hetero e um homem gay                                        |
| Where Are We? Our Trip Through America                                                           | Rob Epstein, Jeffrey Friedman                                                             | EUA                                 | Documentário                  | Rob Epstein, Jeffrey Friedman, Chris Owens | O casal de diretores viajam pelo sul dos EUA                                                                                                   |
| Wild Cactus                                                                                      | Jag Mundhra                                                                               | EUA                                 | Suspense, Erótico             | David Naughton, India Allen, Gary Hudson, Michelle Moffett, Kathy Shower, Anna Karin, Wendy MacDonald                                                  | Um casal é raptado por outro no meio do deserto                                                                                                |
| The Wild Woman in the Woods                                                                      | Shani Mootoo                                                                              | Canadá                              | Curta                         | | Uma mulher sul-asiática passa a se passar como butch, quando na verdade sabe que é femme                                                       |
| Wittgenstein                                                                                     | Derek Jarman                                                                              | Reino Unido, Japão                  | Drama, Biográfico             | Clancy Chassay, Karl Johnson, Nabil Shaban, Michael Gough, Tilda Swinton, John Quentin, Kevin Collins                                                  | Vagamente baseado na vida do filósofo Ludwig Wittgenstein.                                                                                     |
| Zero Patience                                                                                    | John Greyson                                                                              | Reino Unido, Canadá                 | Musical                       | John Robinson, Normand Fauteux, Dianne Heatherington, Richardo Keens-Douglas, Charlotte Boisjoli                                                       | trad. Paciência Zero Examina e refuta a lenda urbana de que a AIDS foi levada para a América do Norte por Gaëtan Dugas                         |